# Птица Тылобурдо
«Птица Тылобурдо́» — женский коллектив из Ижевска (Удмуртия), играющий экспериментальную музыку, базирующуюся на музыке этнической (народной). Но не только российских народов. В репертуаре ижевских девушек, кроме русских народных песен и удмуртских обрядовых «крезей» (читается как крежь), можно услышать скандинавские и африканские мелодии и ритмы, песни собственного сочинения, песни друзей и каверы Боба Марли, The Beatles и The Doors.

## История
Группа существует с 1998 года. Название же «Птица Тылобурдо» группа получила в 1999 году.
Отличительной особенностью музыки Птицы Тылобурдо является женское многоголосие,
соединяющее в себе этническое, джазовое и авторское направление.
Сама же группа определяет свой творческий путь как «развитие этнической и авторской традиции в условиях мегаполиса».
В 2002 году был записан первый полноценный альбом «Пух и перья», в который вошли обработки удмуртских «крезей» — обрядовых распевов, служивших «музыкальными оберегами» у удмуртов — и песни на стихи ижевских поэтов, в частности — Дмитрия Манылова. Череда успешных выступлений на ряде фестивалей (Грушинский фестиваль, Этнолайф, Мамакабо, Пустые Холмы) приводит группу к широкой известности среди любителей этнической музыки и авторской песни.
В 2006 году Птица Тылобурдо выпустила новую студийную работу «ВремеВод», записанную в Казани В. Мустафиным.
В 2007 году Машу Пискунову, выбывшую из творческого процесса в связи с рождением мальчиков-близнецов, заменила Ирина Рогалёва, а за появившейся в наборе инструментов ударной установкой (с марта 2006 г.) заняла место Мария Камышева. В этом составе прошёл концертный тур «Москва-Владимир-Санкт-Петербург». Далее — участие в фестивалях: Камва, Купала на Рожайке.
В 2008 вместо Анны Камашевой, игравшей на скрипке, приходит Марина Корсакова. Группа активно выступает на различных фестивалях (Грушинский, Метафест, Пустые Холмы, Баранка), даёт концерты по городам России и выпускает концертный альбом, записанный во французской Капелле Святого Духа. Своё десятилетие Птица Тылобурдо отмечает концертом в московском клубе «Жесть».
В 2009 освободившееся место за цимбалами занимает Дарья Лаптева, Ольгу Мальцеву заменяет басистка Наталья Шишкина, а в качестве вокалистки приходит Татьяна Зорина. Группа участвует в эстонском фестивале «Moisekatsi Elohelu», где получает приз зрительских симпатий.
Птица Тылобурдо является участником:
- Региональных фестивалей: Зиланткон (Казань), КамВа (Пермь), Бабушкина Дача (Воткинск), Новая Песня Древней Земли (Ижевск), Небо и земля (Тюмень);
- Всероссийских фестивалей: Этнолайф (Москва), Пустые Холмы (Москва), Мамакабо (Волжск), Фестиваль трансовой музыки Space of Joy, Фестиваль авторской песни им. В. Грушина, Метафест (Самара);
- Международных фестивалей: Усадьба Джаз (Москва), фестиваль, посвященный русской культуре, «Русские сезоны» (г. Экс, Франция), Этномеханика (Санкт-Петербург), Moisekatsi Elohelu (Эстония), фестиваль славянской культуры «Восточный ветер» (Ля Розьер, Франция).

Также Птица Тылобурдо стала героем ряда телевизионных и радио проектов: «Странствия музыканта», ТК «Культура»; «ПроСВЕТ», РТР; «Живой звук в ночном СМС -Чате» на ТНВ; «Лаборатория» на Радио «Культура»; «Хождение за три моря», Радио «Россия».

## Участницы
- Марина Санникова — вокал, кахон, флейты, перкуссия
- Дарья Лаптева — вокал, мандолина, цимбалы, перкуссия
- Елена Крекнина — вокал, аккордеон, перкуссия
- Наталья Музыкантова — вокал, бас-гитара, перкуссия

### Бывшие участницы
- Маруся Курихина — вокал, мандолина, флейты, перкуссия
- Юлия Рябова — вокал, металлофон, флейты, перкуссия
- Мария Камышева — вокал, ударные, перкуссия
- Оксана Перевозчикова — цимбалы, вокал, флейты, перкуссия
- Анна Кравченко — мандолина, вокал, флейты, перкуссия
- Наталья Музыкантова — вокал, бас-гитара, перкуссия

## Дискография
- В 2002 году был записан первый полноценный альбом «Пух и перья», включивший в себя обработки удмуртских «крезей» — обрядовых напевов, служивших «музыкальными оберегами» и песни на стихи ижевских авторов, в частности Дмитрия Манылова.
- В 2005 году выпущен диск «Колесо», записанный на концерте в драматическом театре Колесо (г. Тольятти).
- В 2006 году Птица Тылобурдо выпустила новую студийную работу «ВремеВод», записанную в Казани В. Мустафиным.
- В 2008 году выпущен диск «Концерт в Капелле Святого Духа», записанный во Франции в г. Эксан-Прованс.
- В 2010 году выпущен пилотный тираж альбома «Золото Елены», записанный осенью 2009 — зимой 2010 года в Ижевске. Запись представляет собой саундтрек к документальному фильму режиссёра Иосифа Пастернака «Les secrets le Tresor de Priam» («Секреты клада царя Приама»). В основе альбома — творческие интерпретации древнегреческих гимнов.